# Kanae Yamabe

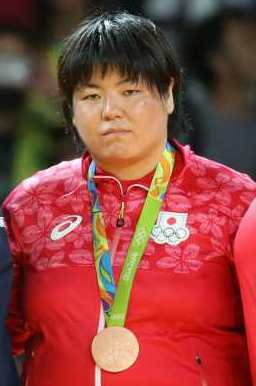
Kanae Yamabe und ihre olympische Medaille 2016

Kanae Yamabe (jap. 山部佳苗 Yamabe Kanae; * 22. September 1990 in Sapporo) ist eine japanische Judoka. Sie gewann 2016 eine olympische Bronzemedaille im Schwergewicht.

## Sportliche Karriere
Die 1,72 m große Kanae Yamabe belegte bei der Universiade 2009 in Belgrad den zweiten Platz in der offenen Klasse hinter der Chinesin Zhang Jie. Drei Monate später gewann sie eine Bronzemedaille im Schwergewicht bei den U20-Weltmeisterschaften. 2011 siegte sie mit der japanischen Mannschaft im Teamwettbewerb bei der Universiade. Bei den Ostasienspielen 2013 gewann sie die Silbermedaille im Schwergewicht hinter der Chinesin Qin Qian. 2014 siegte Yamabe beim Grand-Slam-Turnier in Paris. Bei den Weltmeisterschaften in Tscheljabinsk belegte sie den siebten Platz, mit der japanischen Mannschaft gewann sie die Bronzemedaille. Im Jahr darauf unterlag sie bei den Weltmeisterschaften in Astana im Viertelfinale der Chinesin Yu Song, mit Siegen über die Mexikanerin Vanessa Martina Zambotti und die Russin Xenija Tschibissowa in der Hoffnungsrunde sicherte sich die Japanerin eine Bronzemedaille. Das Japanische Frauen-Team gewann in Astana den Titel im Mannschaftswettbewerb.
Bei den Olympischen Spielen 2016 in Rio de Janeiro bezwang Yamabe im Achtelfinale die Litauerin Santa Pakenytė und im Viertelfinale die Niederländerin Tessie Savelkouls vorzeitig. Im Halbfinale unterlag sie der Kubanerin Idalys Ortíz durch eine Strafwertung. Im Kampf um eine Bronzemedaille besiegte Yamabe die Türkin Kayra Sayit durch mehrere Strafwertungen. Kanae Yamabe unterlag beim Grand Slam in Paris 2017 im Finale ihrer Landsfrau Sarah Asahina, die auch bei den Weltmeisterschaften 2017 und 2018 stärkste Japanerin im Schwergewicht war.